# Nicolas François Turpétin
Nicolas François Turpétin est un homme politique français né le 1er février 1739 à Beaugency (Loiret) et mort dans la même ville le 2 avril 1818.

## Biographie
Avocat en parlement et contrôleur au grenier à sel de Beaugency, il s'occupe surtout de poésie.
Il devient maire de la ville en 1789, puis procureur-syndic du district de Beaugency en 1790.
Il est député du Loiret à l'Assemblée nationale législative de 1791 à 1792 et siège avec la majorité. 
Il devient juge de paix du canton de Beaugency en l'an III puis brièvement président du tribunal civil du Loiret en l'an IV.

## Sources
- « Nicolas François Turpétin », dans Adolphe Robert et Gaston Cougny, Dictionnaire des parlementaires français, Edgar Bourloton, 1889-1891 [détail de l’édition]